# 黃金國大廈

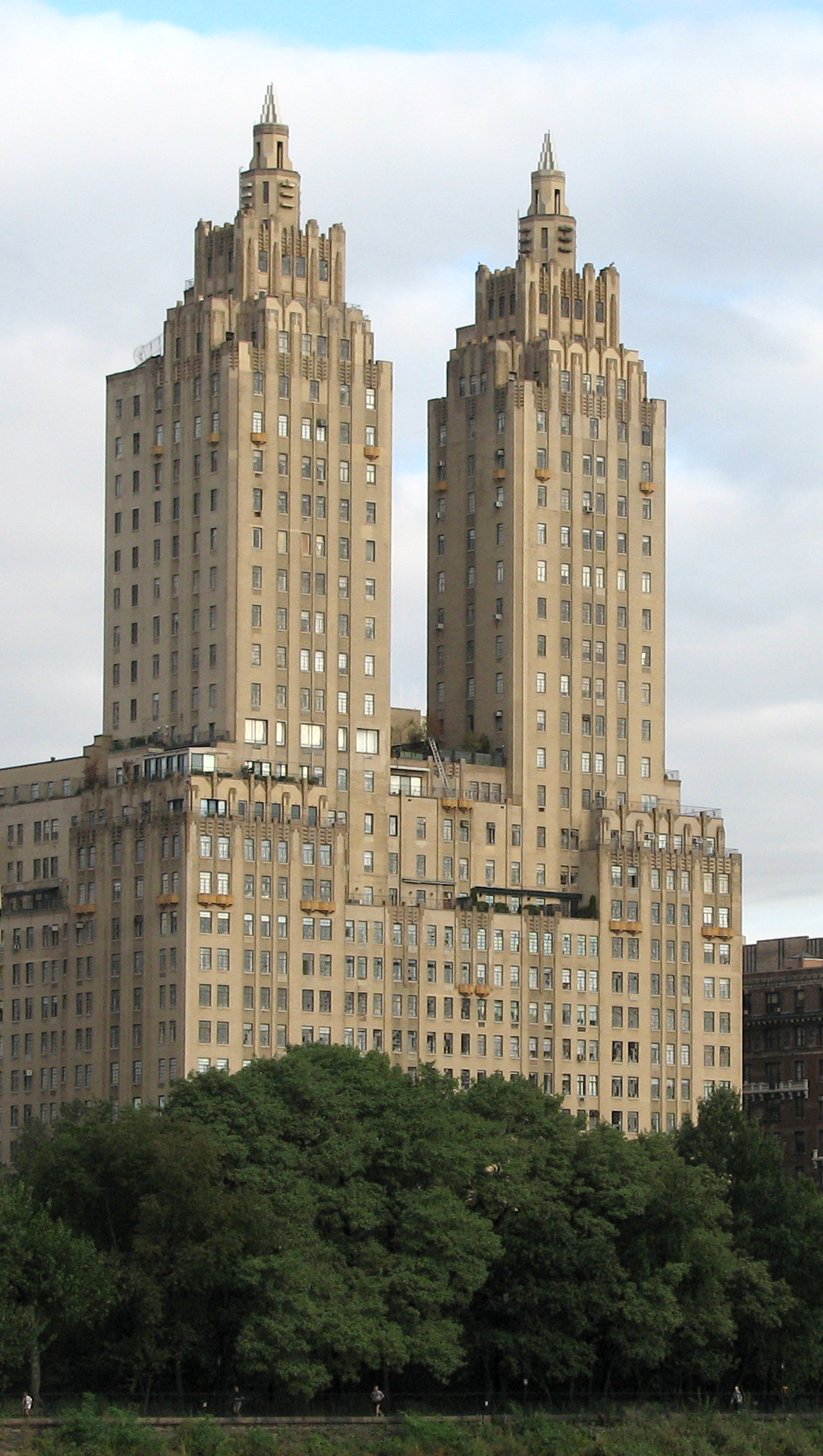

黃金國大廈（The El Dorado）是美國紐約市的一棟公寓，位於中央公園西路300號。這棟建築建於1929年至1931年，外觀屬於裝飾風藝術風格。黃金國大廈是一座雙子塔大樓，基座部分有17層，雙塔部分則各有12層，高391英尺（119米）。 許多知名演藝界人士都在這裡居住。

## 外部連結
- The Eldorado at New York Architecture Images